# Descendants: The Rise of Red
Descendants: The Rise of Red (tạm dịch: Hậu duệ: Sự trỗi dậy của Red) là bộ phim nhạc kịch kỳ ảo của Hoa Kỳ được đạo diễn bởi Jennifer Phang với kịch bản do Dan Frey và Russell Sommer chấp bút. Phim được sản xuất bởi Disney+ và là phần phim thứ tư của loạt phim Descendants, đồng thời đây cũng là phần phim ngoại truyện của ba phần phim trước. Phim được công chiếu trên Disney+ vào ngày 12 tháng 7, 2024.
Kylie Cantrall và Malia Baker sẽ thủ vai hai nhân vật chính của phim lần lượt là Red (con gái của Nữ hoàng Đỏ từ Alice ở xứ sở thần tiên) và Chloe Charming (con gái của Lọ Lem và Hoàng tử Charming từ Lọ Lem). Ngoài ra, phim còn có sự trở lại của Anne McClain và Melanie Paxton trong các vai diễn cũ là Uma và Tiên đỡ đầu từ các phần phim trước. Nhân vật Lọ Lem và Vua Charming sẽ được thủ vai lần lượt bởi Brandy Norwood và Paolo Montalban, những người trước đây đã từng thủ vai hai nhân vật này trong phiên bản chuyển thể của Lọ Lem năm 1997.

## Tiền đề
Red, con gái của Nữ hoàng Đỏ và Chloe, con gái của Lọ Lem và Vua Charming, đã hợp tác cùng nhau để du hành thời gian bằng chiếc đồng hồ bỏ túi của Ông Thỏ Trắng để ngăn chặn cuộc đảo chính tại Auradon.

## Diễn viên
- Kylie Cantrall thủ vai Red, con gái của Nữ hoàng Đỏ
- Malia Baker thủ vai Chloe Charming, con gái của Lọ Lem và Hoàng tử Charming
- China Anne McClain thủ vai Uma, con gái của Ursula
- Dara Reneé thủ vai Ulyana, chị gái của Ursula và là dì Uma
- Rita Ora thủ vai Nữ hoàng Đỏ, mẹ của Red
  - Ruby Rose Turner thủ vai Bridget, Nữ hoàng Đỏ lúc trẻ
- Brandy Norwood thủ vai Lọ Lem, mẹ của Chloe
  - Morgan Dudley thủ vai Ella, Lọ Lem lúc trẻ
- Paolo Montalban thủ vai Vua Charming, ba của Chloe
  - Tristan Padil thủ vai Hoàng tử Charming
- Melanie Paxson thủ vai Tiên đỡ đầu
  - Grace Narducci thủ vai Fay, Tiên đỡ đầu lúc trẻ
- Levin Valayil thủ vai Aladdin
  - Kabir Bery thủ vai Aladdin lúc trẻ
- Shazia Pascal thủ vai Jasmine
  - Aiza Azaar thủ vai Jasmine lúc trẻ
- Jeremy Swift thủ vai Hiệu trưởng Merlin
- Leonardo Nam thủ vai Maddox, con trai của Mũ điên và là nhà phát minh chính của Nữ hoàng Đỏ
- Alex Boniello thủ vai Jack Kim cương, Đội trưởng của đội quân của Nữ hoàng Đỏ[4]
- Sam Morelos thủ vai Zellie, con gái của Rapunzel
- Peder Lindell thủ vai Morgie, con trai của Morgana le Fay
- Marissa Kruep thủ vai Maleficent lúc trẻ
- Joshua Colley thủ vai Hook lúc trẻ
- Anthony Pyatt thủ vai Hades lúc trẻ

## Phát hành
Descendants: The Rise of Red được công chiếu lần đầu vào ngày 12 tháng 7, 2024 trên Disney+ và sau đó sẽ được phát hành trên Disney Channel vào ngày 9 tháng 8, 2024.